# Bretx
Bretx (em occitano:  Bretz) é uma comuna francesa na região administrativa da Occitânia, no departamento do Alto Garona. Estende-se por uma área de 8.41 km², com 673 habitantes, segundo o censo de 2018, com uma densidade de 80 hab/km².